# M (trợ lý ảo)
M là một trợ lý ảo của Facebook, lần đầu được giới thiệu tháng 8 năm 2015, có thể tự động hoàn thành các tác vụ cho người dùng, ví dụ như mua hàng hóa, sắp xếp đơn hàng giao quà tặng, đặt chỗ tại nhà hàng và sắp xếp việc du lịch. Tính tới tháng 4 năm 2017, nó đã có mặt cho hơn 10.000 người dùng. M hoạt động bên trong dịch vụ nhắn tin nhanh Facebook Messenger.
Khi người dùng ra lệnh, M sử dụng các thuật toán để xác định yêu cầu của người dùng. Nếu M không xác định được, một người trợ lý thật sẽ thay thế mà không để người dùng phát hiện, giúp cho M có khả năng học hỏi.
Alex Lebrun là người đứng đầu dự án này, bắt đầu từ năm 2015. Tháng 4 năm 2017, MIT Technology Review đã gọi đây là một dự án "thành công".
Vào tháng 4 năm 2017, Facebook kích hoạt các gợi ý được đưa ra bởi M cho người dùng tại Hoa Kỳ. M sẽ quét các đoạn tin nhắn để tìm từ khóa và sau đó đề xuất các hành động liên quan. Ví dụ, nếu người dùng viêt "Bạn nợ tôi 20 đôla" tới một người bạn, M sẽ đề xuất người bạn trả tiền qua nền tảng thanh toán của Facebook.